# Надь, Петер (тяжелоатлет)
Петер Надь (венг. Nagy Péter; род. 16 января 1986, Комаром) — венгерский тяжелоатлет, выступающий в весовой категории свыше 105 кг. Участник двух Олимпийских игр (2012, 2016), бронзовый призёр чемпионата Европы 2018, тринадцатикратный чемпион Венгрии.

## Биография
Петер Надь родился 16 января 1986 года в Комаром, Венгрия. Тяжелой атлетикой начал заниматься в 2000 году по примеру старшего брата. Выступает за спортивный клуб Szegedi Lelkesedes, Венгрия.
13-кратный чемпион Венгрии (2005—2017) в весовой категории свыше 105 кг.
7 раз признавался лучшим тяжелоатлетом Венгрии (2009, 2011, 2012, 2013, 2014, 2016 и 2017).

## Спортивные результаты
| Год  | Соревнование            | Место проведения   | Весовая категория | Рывок  | Толчок | Сумма двоеборья | Место |
| 2006 | Чемпионат мира          | Санто-Доминго      | свыше 105 кг      | 167 кг | 195 кг | 362 кг          | 17    |
| 2007 | Чемпионат мира          | Чиангмай           | свыше 105 кг      | 173 кг | —      | —               | DNF   |
| 2008 | Чемпионат Европы        | Линьяно-Саббьядоро | свыше 105 кг      | 177 кг | 203 кг | 380 кг          | 10    |
| 2009 | Чемпионат Европы        | Бухарест           | свыше 105 кг      | 188 кг | 220 кг | 408 кг          | 5     |
| 2010 | Чемпионат Европы        | Минск              | свыше 105 кг      | 178 кг | 213 кг | 391 кг          | 8     |
| 2010 | Чемпионат мира          | Анталья            | свыше 105 кг      | 183 кг | 212 кг | 395 кг          | 15    |
| 2011 | Чемпионат мира          | Париж              | свыше 105 кг      | 192 кг | 223 кг | 415 кг          | 8     |
| 2012 | Чемпионат Европы        | Анталья            | свыше 105 кг      | 192 кг | 220 кг | 412 кг          | 7     |
| 2012 | Летние Олимпийские игры | Лондон             | свыше 105 кг      | 191 кг | 225 кг | 416 кг          | 10    |
| 2013 | Чемпионат Европы        | Тирана             | свыше 105 кг      | 190 кг | 219 кг | 409 кг          | 6     |
| 2013 | Чемпионат мира          | Вроцлав            | свыше 105 кг      | 191 кг | 220 кг | 411 кг          | 6     |
| 2014 | Чемпионат Европы        | Тель-Авив          | свыше 105 кг      | 185 кг | 226 кг | 411 кг          | 7     |
| 2014 | Чемпионат мира          | Алма-Ата           | свыше 105 кг      | 185 кг | 222 кг | 407 кг          | 11    |
| 2015 | Чемпионат Европы        | Тбилиси            | свыше 105 кг      | 189 кг | 228 кг | 417 кг          | 5     |
| 2015 | Чемпионат мира          | Хьюстон            | свыше 105 кг      | 185 кг | 217 кг | 402 кг          | 16    |
| 2016 | Чемпионат Европы        | Фёрде              | свыше 105 кг      | 188 кг | 226 кг | 414 кг          | 6     |
| 2016 | Летние Олимпийские игры | Рио-де-Жанейро     | свыше 105 кг      | 193 кг | 227 кг | 420 кг          | 10    |
| 2017 | Чемпионат Европы        | Сплит              | свыше 105 кг      | 181 кг | 224 кг | 405 кг          | 6     |
| 2017 | Чемпионат мира          | Анахайм            | свыше 105 кг      | 188 кг | 226 кг | 414 кг          | 10    |
| 2018 | Чемпионат Европы        | Бухарест           | свыше 105 кг      | 191 кг | 225 кг | 416 кг          | 3     |
| 2018 | Чемпионат мира          | Ашхабад            | свыше 109 кг      | 187 кг | 226 кг | 414 кг          | 10    |
| 2019 | Чемпионат Европы        | Батуми             | свыше 109 кг      | 185 кг | 219 кг | 404 кг          | 9     |
| 2019 | Чемпионат мира          | Паттайя            | свыше 109 кг      | 176 кг | 221 кг | 397 кг          | 19    |